# Saint-Michel-Tuboeuf
Saint-Michel-Tuboeuf är en kommun i departementet Orne i regionen Normandie i nordvästra Frankrike. Kommunen ligger i kantonen L'Aigle-Est som tillhör arrondissementet Mortagne-au-Perche. År 2022 hade Saint-Michel-Tuboeuf 576 invånare.

## Befolkningsutveckling
Antalet invånare i kommunen Saint-Michel-Tuboeuf
| Referens: INSEE |